# Yahoo! GeoCities
Yahoo! GeoCities (noto anche come GeoCities) è stato un servizio di web hosting.

## Storia
Fondato nel novembre 1994 da David Bohnett e John Rezner come Beverly Hills Internet, per un tempo molto breve,
  il 28 gennaio 1999, GeoCities è stato acquisito da Yahoo!; a quell'epoca era il terzo sito più visitato del World Wide Web. 
Nell'aprile 2009, circa dieci anni dopo che Yahoo! ha acquistato GeoCities, la società ha annunciato che avrebbe chiuso il servizio GeoCities negli Stati Uniti il 26 ottobre 2009. C'erano almeno 38 milioni di pagine utenti costruite su GeoCities prima che fosse chiuso. La versione GeoCities Japan del servizio ha chiuso il 31 marzo 2019.

## Descrizione
Nella sua forma originale, gli utenti del sito hanno scelto una "città" in cui collocare le proprie pagine web. Le "città" sono state nominate da città o regioni reali in base al loro contenuto - ad esempio, siti correlati ai computer sono stati collocati nella Silicon Valley e quelli che si occupano di intrattenimento sono stati assegnati a "Hollywood", quindi il nome del sito. Poco dopo l'acquisizione da parte di Yahoo!, questa pratica è stata abbandonata a favore dell'uso dei nomi dei membri di Yahoo! negli URL.

## Curiosità
- Se si cerca geocities su Google, ogni testo della pagina verrà visualizzato nel carattere Comic Sans, tipico di molte pagine create su GeoCities.